# 日立造船

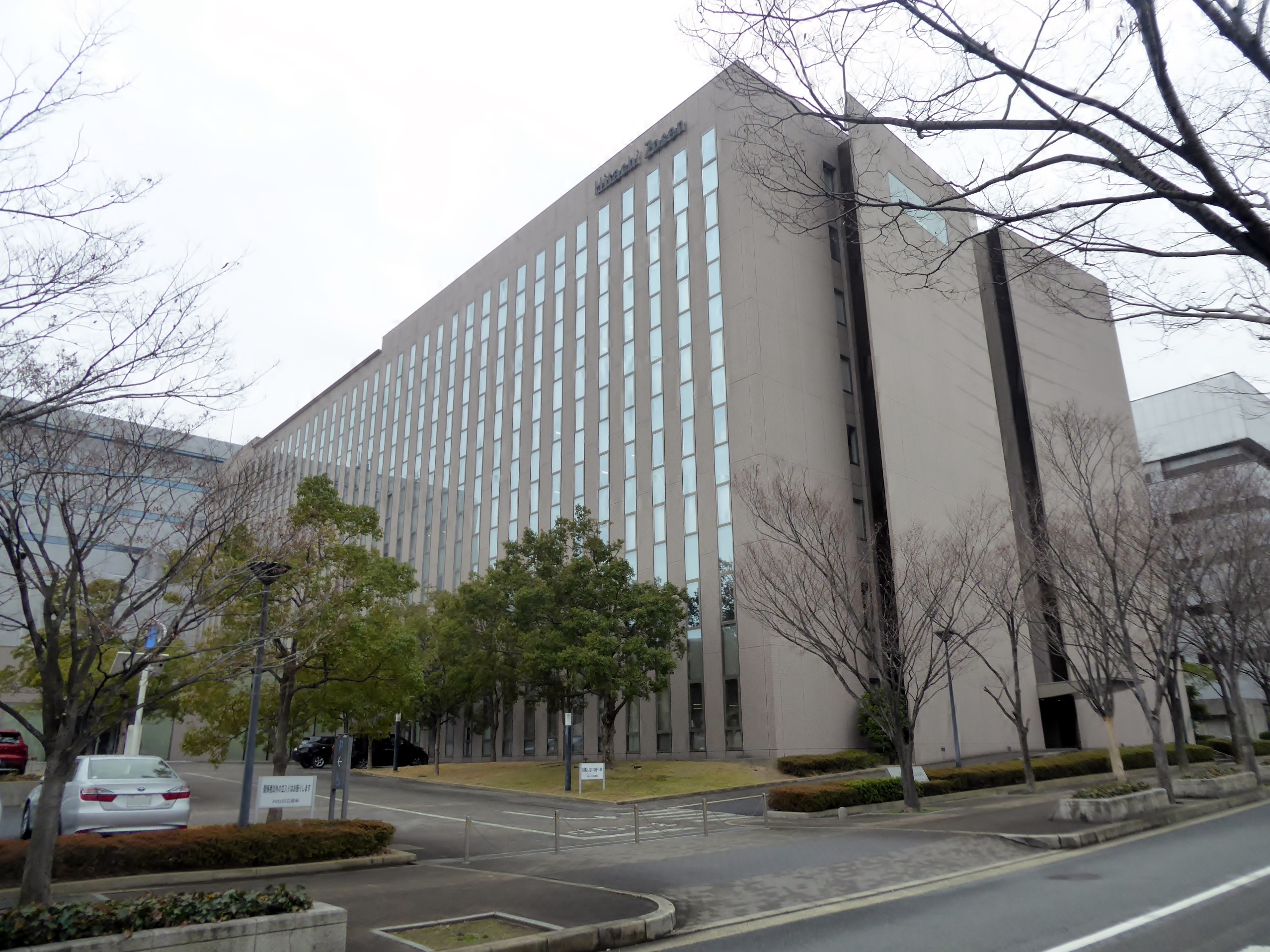
日立造船

日立造船株式会社是一家日本工业和工程公司。该公司主要建造廢棄物處理处理厂、工业厂房、精密机械、工业机械、煉鋼廠加工设备、钢结构、重型動力機械、隧道鑽挖機和发电厂。尽管該公司名称中含有“造船”二字，但日立造船已经不再建造船舶，造船业务已于2002年轉讓給ユニバーサル造船。日立造船僅保留船舶發動機業務。此外，日立造船也不是日立製作所的关联公司。2024年10月1日開始將使用新公司名「Kanadevia」(日本語:カナデビア) 。

## 历史
日立造船的起源可以追溯到1881年4月1日，当时英国企业家爱德华·H·亨特（Edward H. Hunter）在大阪建立了大阪鉄工所，當時該企業主要從事炼钢和造船业。大阪铁工所後來建造了諸如掃雷艦、登陸艇等船只，并將一些旧商船改装成武裝船舶。1943年，大阪铁工所更名为日立造船株式会社。
1973年的石油危机导致船舶需求减少，日立造船株式会社陷入财务困难。當時日立造船株式会社的50%以上的收入来自船舶製造，由于油輪订单被取消，该公司试图轉型，並開始將注意力轉移到石油平台、石油储存设施以及钢结构、管道和桥梁等業務上。 该公司还進入工業廢料和都市固體廢物廢棄物管理设施领域。